# Ernst Veenemans
Ernst Willem Veenemans (ur. 18 marca 1940 w Haarlemie, zm. 2 października 2017 w Laren) – holenderski wioślarz, srebrny medalista olimpijski.

## Kariera
Wystąpił na igrzyskach olimpijskich w Rzymie w 1960, odpadając w repasażach pierwszej rundy dwójek bez sternika. Na rozgrywanych cztery lata później igrzyskach olimpijskich w Tokio w parze ze Stevenem Blaissem zdobył srebrny medal w tej samej konkurencji. W wyścigu finałowym o 0,46 sekundy przegrali z osadą Kanady, a o 5,23 sekundy wyprzedzili osadę Wspólnej Reprezentacji Niemiec. 
Ponadto w dwójkach bez sternika zdobył złoto na mistrzostwach Europy w Amsterdamie (1964) i brąz na mistrzostwach Europy w Pradze (1961).
Jego młodszy brat, Paul również był wioślarzem.